# Aeroporto di Corfù-Giovanni Capodistria
L'Aeroporto di Corfù-Giovanni Capodistria o Aeroporto Internazionale di Corfù (IATA: CFU, ICAO: LGKR), (in greco Κρατικός Αερολιμένας Κέρκυρας Ι. Καποδίστριας?, Kratikòs Aeroliménas Kérkiras "I.Kapodìstrias"), definito come internazionale dalle autorità dell'aviazione civile greca HCAA è un aeroporto greco situato alla periferia Sud della città di Corfù, il maggiore centro abitato dell'omonima isola nonché capoluogo della periferia delle Isole Ionie.
La struttura, posta all'altitudine di 2 m / 6 ft sul livello del mare, è dotata di due terminal, una torre di controllo e di una pista con fondo in asfalto, lunga 2 375 m e larga 45 m (7 792 × 148 ft) ed orientamento 17/35, dotata di sistemi di assistenza all'atterraggio, tra cui un impianto di illuminazione a media intensità (MIRL), l'indicatore di fine pista REIL (solo RWY 35) e l'indicatore visivo di angolo d'approccio PAPI.
L'aeroporto è intitolato alla memoria del politico e diplomatico Giovanni Capodistria, primo Capo di Stato della Grecia indipendente, ed è raggiungibile tramite la Odos Kèrkiras Achilìou a circa 3 km dal centro cittadino.
L'aeroporto offre collegamenti nazionali dall'isola alla Grecia continentale ed internazionali principalmente nel periodo estivo.

## Dati tecnici
L'area totale destinata al traffico passeggeri ammonta a 16 000 m² e comprende il terminal passeggeri, una stazione dei pompieri (protezione di categorie VII) ed un'area di sosta per 10 velivoli commerciali e 28 destinati all'aviazione generale.
Il terminal, che oltre all'area riservata all'arrivo e alla partenza dei viaggiatori, ospita al piano superiore gli uffici della Hellenic Civil Aviation Authority (HCAA) e quelli delle compagnie aeree Olympic Airlines, Aegean Airlines e British Airways (operata da GB Airlines), si estende per una superficie di 1 200 m² e comprende alcune attività commerciali, società di noleggio auto, agenzie di viaggio, un ristorante, e dispone di linea wireless gratuita (Wi-Fi) per il collegamento ad Internet. Nel seminterrato del terminal sono collocati impianti elettromeccanici, di condizionamento e magazzini per una superficie totale di 10 000 m².
L'aeroporto è gestito dalla Iperesìa Politikìs Aeroporìas (HCAA), l'autorità governativa che gestisce l'aviazione civile greca, ed effettua attività sia secondo le regole del volo a vista (VFR) che del volo strumentale (IFR) ed è aperto al traffico commerciale.

## Storia

### Le origini
Lo sviluppo dell'aviazione in Grecia permise di accorciare notevolmente i tempi di collegamento anche, data la sua particolare conformazione del territorio, tra l'entroterra e le isole. A Corfù l'originario aerodromo si limitava ad un campo di aviazione inaugurato nel 1937 con l'atterraggio di un monomotore da trasporto leggero, un Heston Phoenix ex G-ADAD acquistato nel 1936 e reimmatricolato SX-AAH, partito ai comandi del pilota Efstratios Xidi il 22 marzo.
Nel corso della Campagna italiana di Grecia, il 28 aprile 1941 l'isola venne formalmente occupata dalle forze italiane grazie all'operazione di aviosbarco effettuata dalla Regia Aeronautica con i CANT Z.506 B in dotazione al 35º Stormo B.M. basato a Brindisi, successivamente integrata dalle truppe del Regio Esercito arrivate via mare. Durante questo periodo l'aeroporto viene utilizzato come base per le operazioni aeree da Regia Aeronautica e dalla tedesca Luftwaffe al quale si provvide ad allungare la pista a 600 m.
Al termine del conflitto vennero avviati i lavori di ripristino operativo della pista con la bonifica dell'area e lo sgombero delle macerie, le quali servirono a fornire materiale per l'allungamento della stessa arrivata a fine lavori, nell'aprile 1949 ad 800 m. I lavori di espansione delle strutture ripresero nel 1957 con il fine di raggiungere una lunghezza di pista adeguata a permettere un traffico commerciale per i velivoli da trasporto, finiti nel 1959 con il raggiungimento degli attuali 2 375 m.

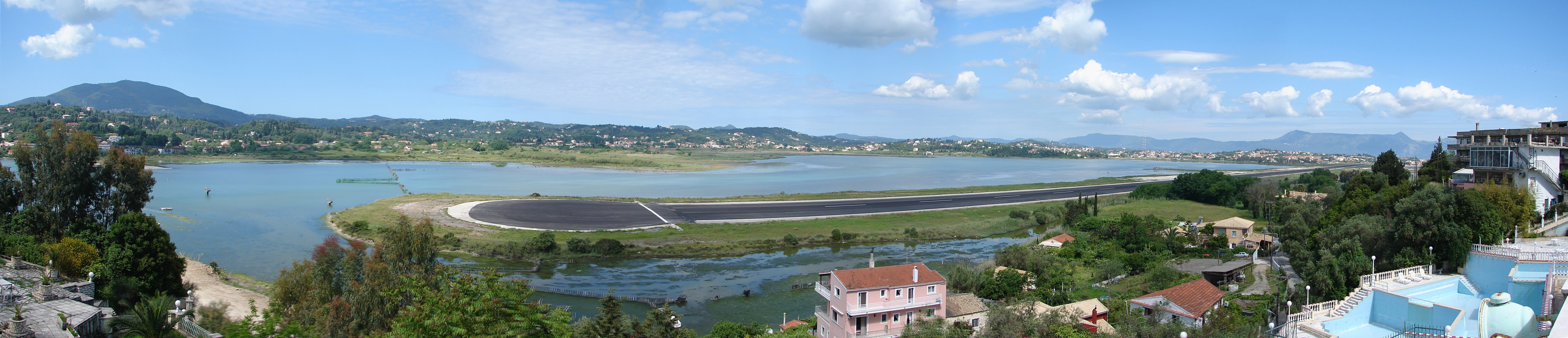
L'aeroporto visto dal fondo pista fronte mare.

Il primo volo commerciale operato dall'aeroporto avvenne il 19 aprile 1949, un Avro Anson (marche SX-BDA) operato dalla Hellenic Airlines/Α.Μ.Ε. (Αεροπορικαί Μεταφοραί Ελλάδος) che trasportò 7 passeggeri dall'Aeroporto di Atene (Ellinikon) ora chiuso, seguita nel settembre 1950 dalla TAE Greek National Airlines con un Douglas DC-3.
Nel 1962 venne realizzato il primo terminal, un piccolo edificio ora utilizzato dal locale Aeroclub e come ufficio della divisione cargo dell'Olympic Airways.
Lo scalo divenne internazionale nel 1965 con l'apertura di un ufficio doganale ed inaugurato da un volo operato da Olympic Airways con un quadrigetto de Havilland DH.106 Comet.
L'attuale estensione della struttura risale al 1972, con il completamento della costruzione, iniziata nel 1968, del nuovo terminal passeggeri.

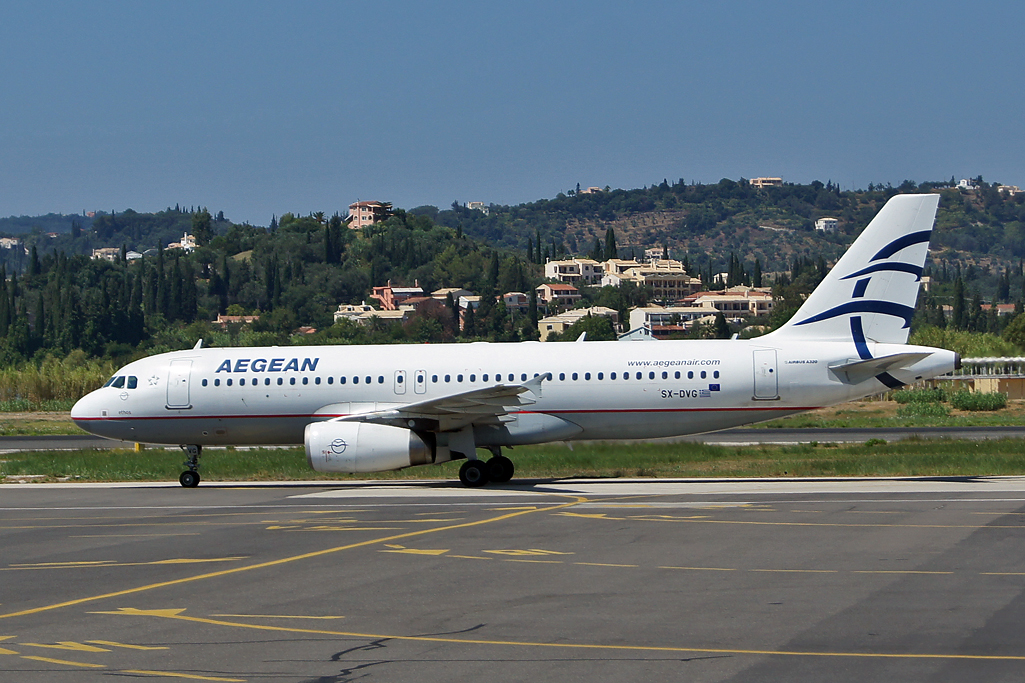
L'Airbus A320 marche SX-DVG della compagnia aerea greca Aegean Airlines in sosta all'aeroporto.

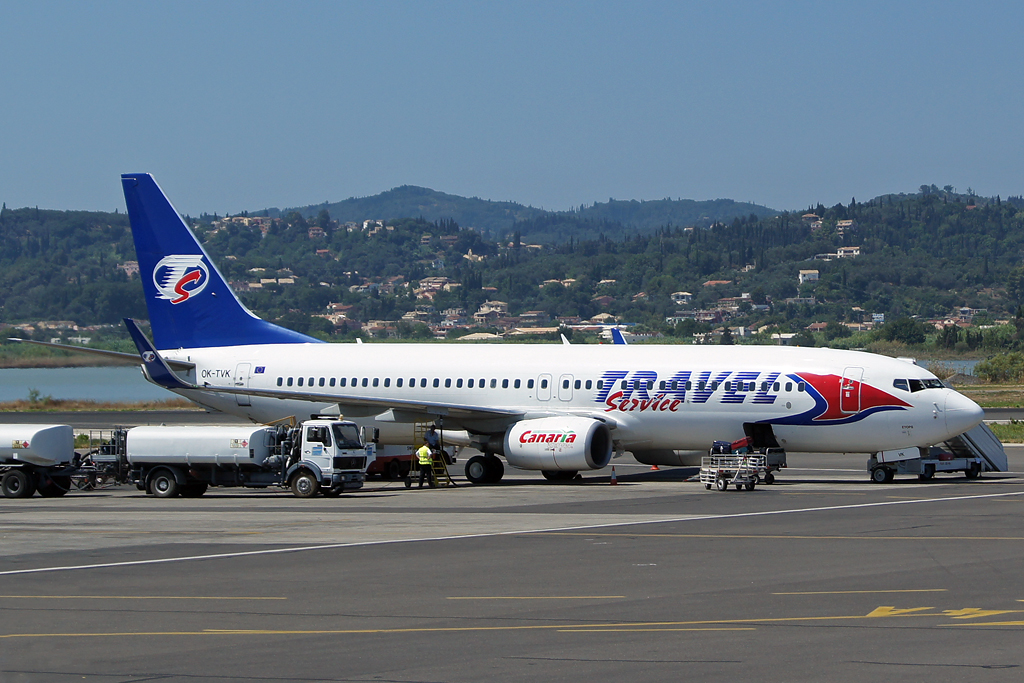
Il Boeing 737-800 marche OK-TVK della compagnia ceca Travel Service in attesa delle operazioni di imbarco.

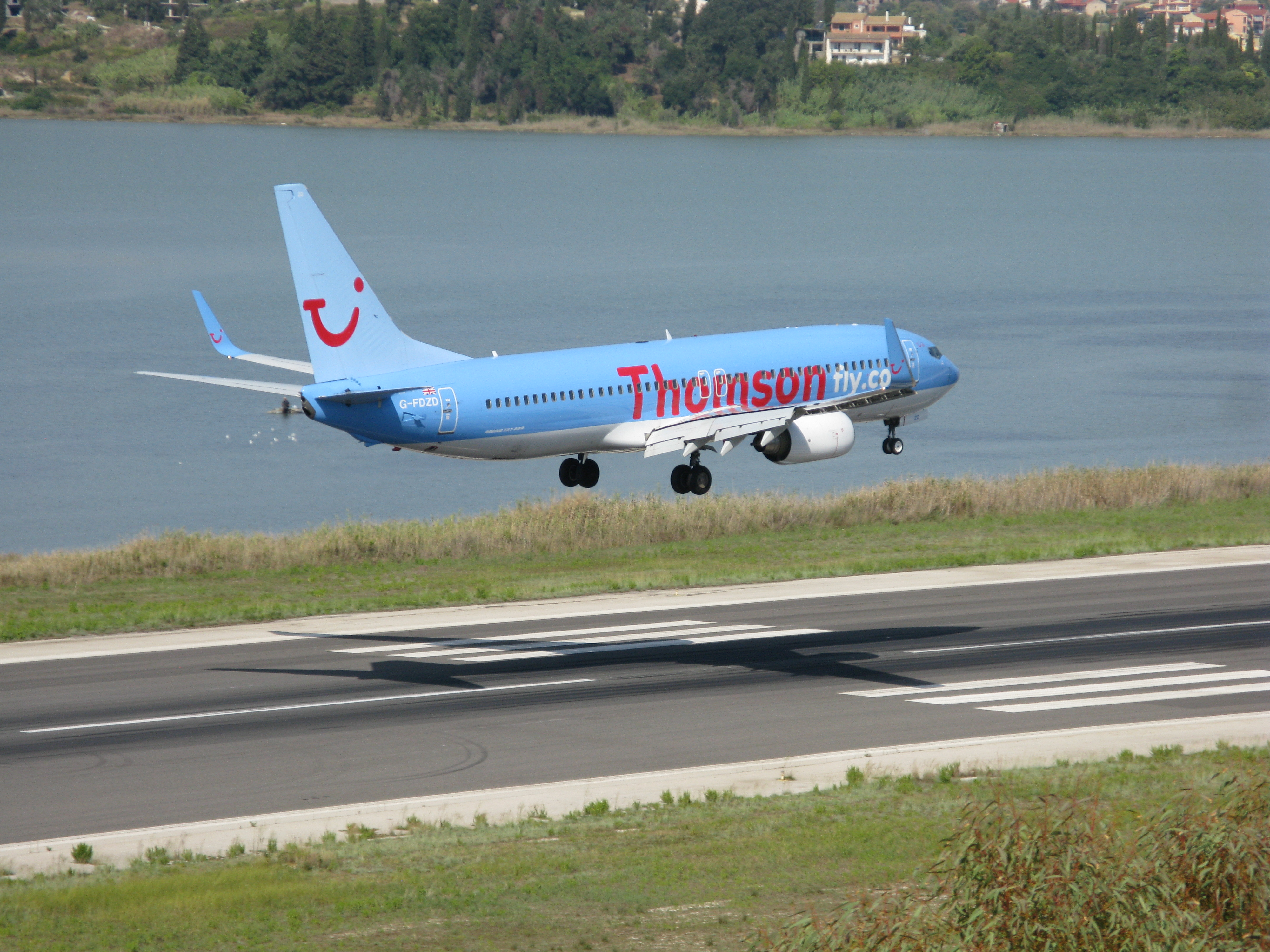
Il Boeing 737-800 marche G-FDZD della compagnia britannica Thomson Airways in fase di atterraggio sulla RWY.

## Statistiche
Movimenti annuali per passeggeri e velivoli.

### Voli nazionali

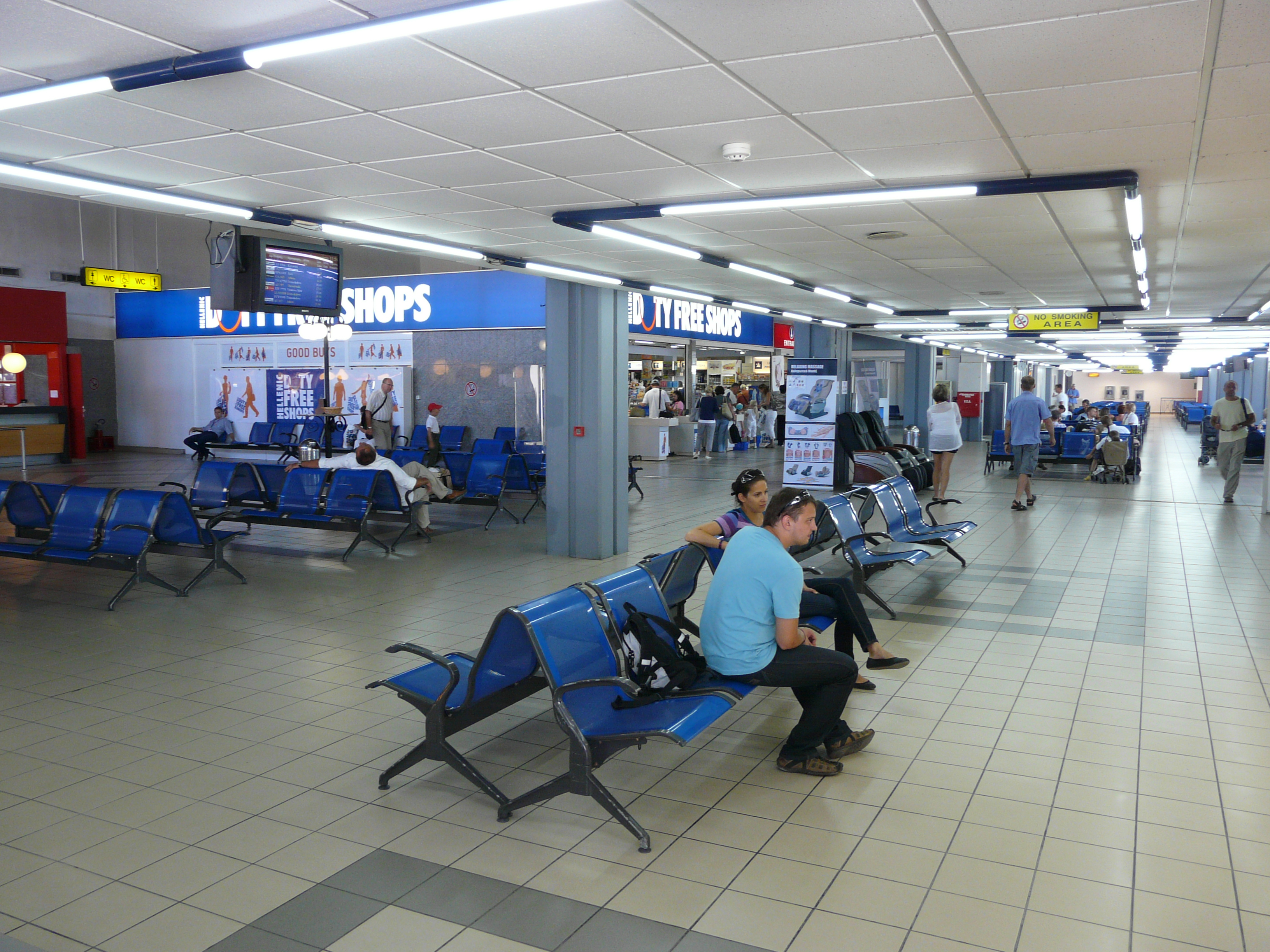
L'interno del terminal passeggeri.

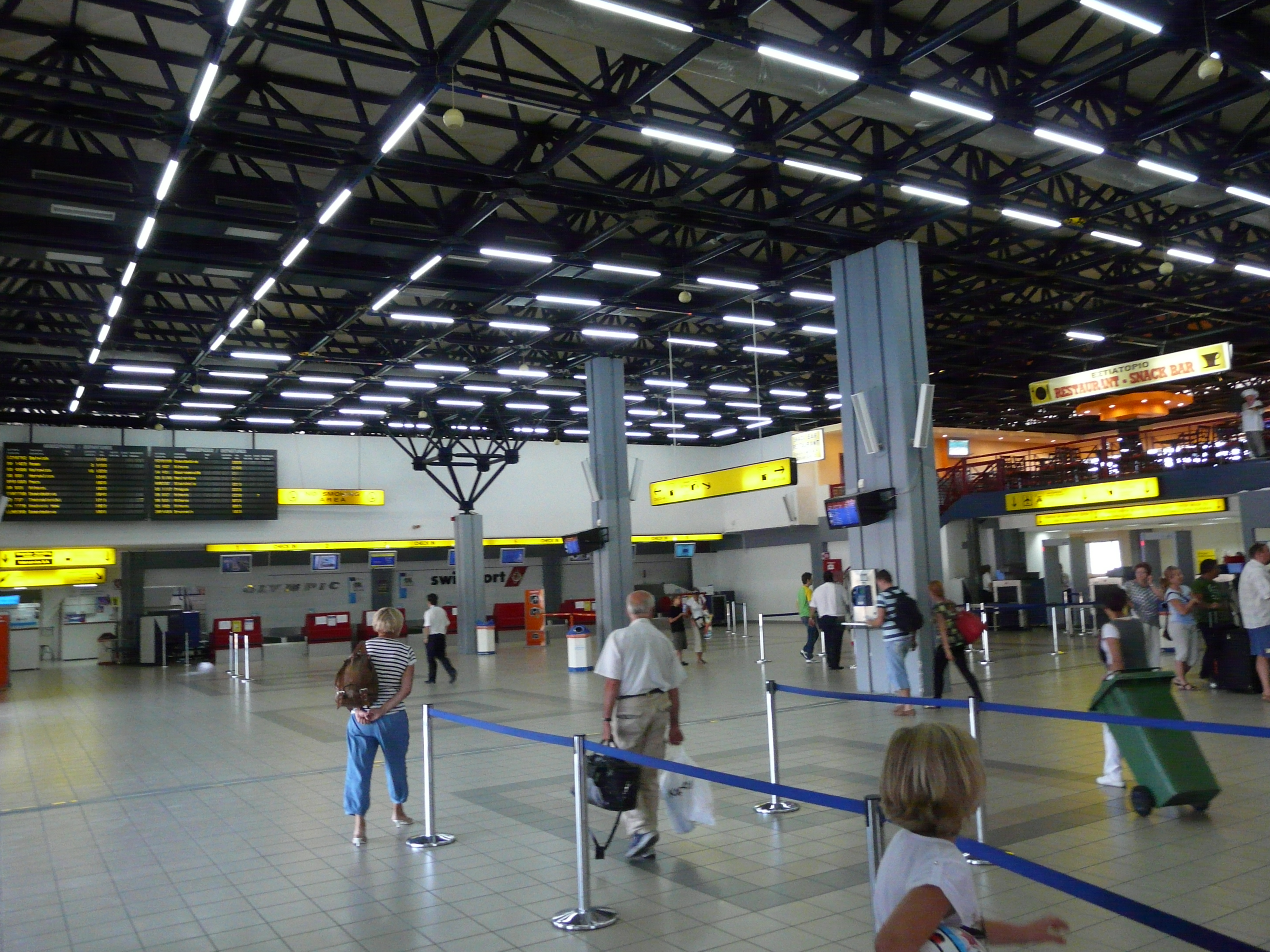
L'interno del terminal passeggeri.

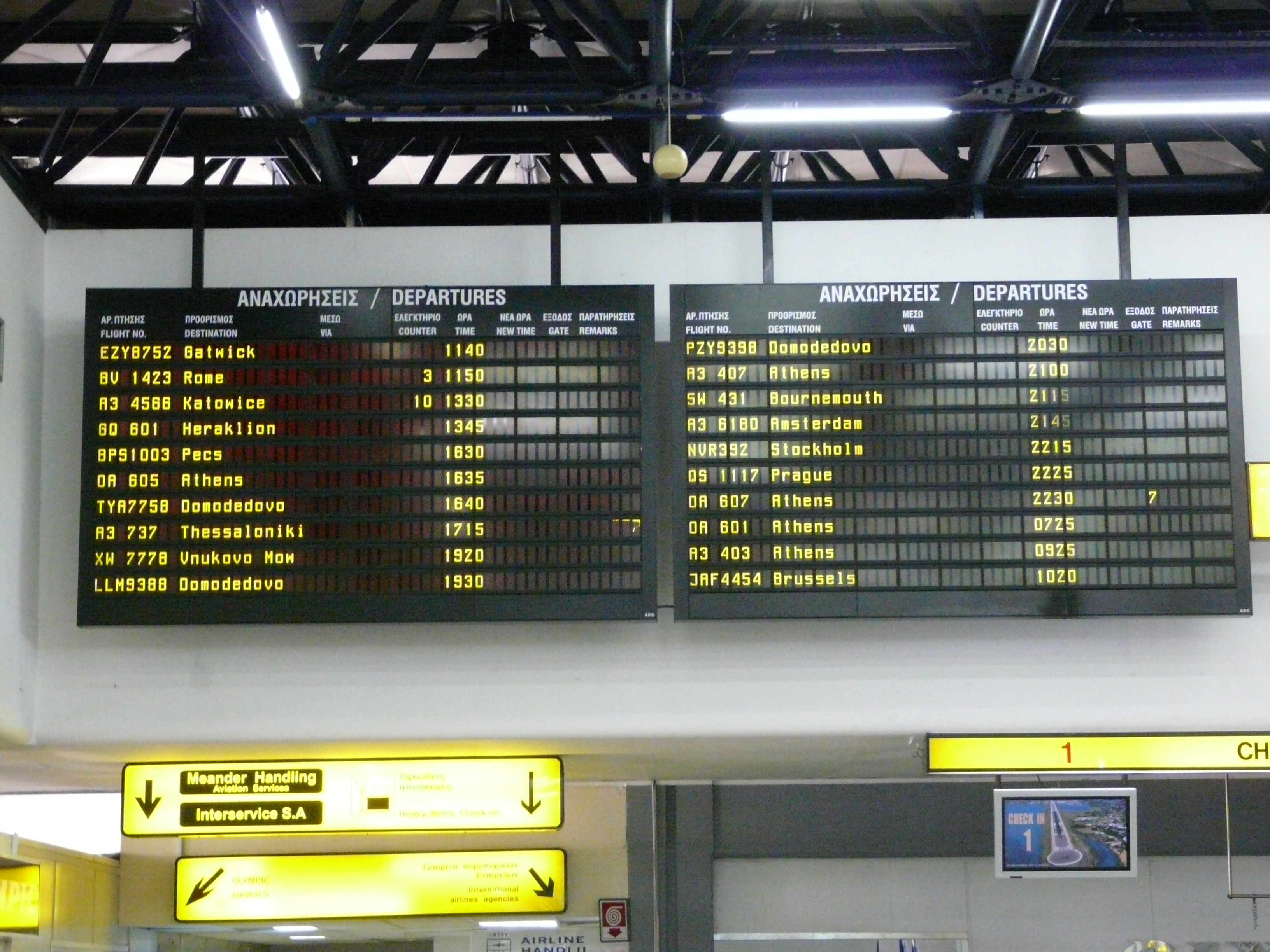
L'interno del terminal passeggeri.

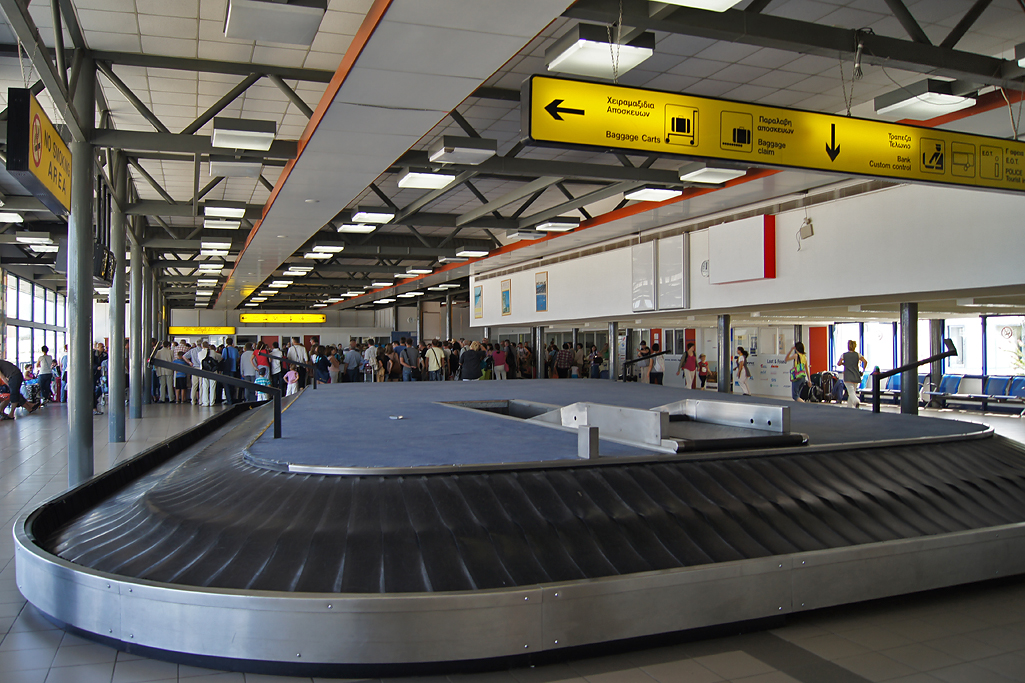
L'interno del terminal passeggeri.

| Anno | Voli  | Passeggeri |          | Merci (ton) |          |
|      |       | Arrivi     | Partenze | Arrivi      | Partenze |
| ---- | ----- | ---------- | -------- | ----------- | -------- |
| 1994 | 2.311 | 96.070     | 98.165   | 2.032       | 70       |
| 1995 | 2.601 | 101.139    | 104.086  | 1.919       | 80       |
| 1996 | 2.752 | 109.810    | 110.256  | 1.598       | 75       |
| 1997 | 2.500 | 111.334    | 110.761  | 1.476       | 61       |
| 1998 | 2.238 | 93.263     | 93.251   | 1.254       | 31       |
| 1999 | 3.448 | 122.752    | 123.655  | 1.404       | 26       |
| 2000 | 4.536 | 149.610    | 151.755  | 1.743       | 36       |
| 2001 | 4.097 | 129.584    | 134.108  | 1.395       | 33       |
| 2002 | 3.349 | 110.141    | 113.352  | 1.048       | 58       |
| 2003 | 3.920 | 126.658    | 128.561  | 1.180       | 20       |
| 2004 | 4.026 | 137.800    | 132.586  | 862         | 13       |
| 2005 | 3.943 | 133.256    | 136.822  | 841         | 6        |
| 2006 | 3.954 | 135.395    | 134.532  | 747         | 7        |
| 2007 | 4.140 | 150.726    | 145.000  | 826         | 12       |
| 2008 | 4.102 | 150.484    | 154.894  | 703         | 10       |
| 2009 | 4.175 | 150.627    | 154.927  | 534         | 8        |
| 2010 | 4.245 | 138.453    | 143.909  | 395         | 4        |
| 2011 |       |            |          |             |          |

### Voli internazionali
| Anno | Voli   | Passeggeri |          | Merci (ton) |          |
|      |        | Arrivi     | Partenze | Arrivi      | Partenze |
| ---- | ------ | ---------- | -------- | ----------- | -------- |
| 1994 | 10.193 | 798.396    | 804.886  | 0.7         | 0        |
| 1995 | 10.700 | 795.586    | 792.094  | 0.2         | 3        |
| 1996 | 8.626  | 626.423    | 604.988  | 6           | 0        |
| 1997 | 9.035  | 678.335    | 611.520  | 0           | 0        |
| 1998 | 10.340 | 786.203    | 706.595  | 0           | 0        |
| 1999 | 11.322 | 880.822    | 865.142  | 0           | 0        |
| 2000 | 12.169 | 964.958    | 970.555  | 0           | 0        |
| 2001 | 11.685 | 979.331    | 987.684  | 0           | 0        |
| 2002 | 11.522 | 961.091    | 966.205  | 0           | 0        |
| 2003 | 11.116 | 892.077    | 897.527  | 0           | 0        |
| 2004 | 10.086 | 824.184    | 828.551  | 2           | 0        |
| 2005 | 10.541 | 852.496    | 859.428  | 2           | 0        |
| 2006 | 11.434 | 860.735    | 867.111  | 2           | 2        |
| 2007 | 11.498 | 849.774    | 853.957  | 0           | 1        |
| 2008 | 11.198 | 815.948    | 822.882  | 2           | 1        |
| 2009 | 10.157 | 740.798    | 746.213  | 4           | 1        |
| 2010 | 10.391 | 729.604    | 732.795  | 6           | 1        |
| 2011 |        |            |          |             |          |